# Palácio de Antoniadis
O Palácio de Antoniadis (em árabe: حدائق وقصر أنطونيادس) é um palácio em Alexandria, Egito, batizado em homenagem a Sir John Antoniadis (1818–1895), um grego alexandrino. Ele nasceu em Lemnos e recebeu a cidadania francesa, quando fez negócios em Marselha. Ele também foi presidente da comunidade grega de Alexandria, e o cônsul geral da Bélgica. A rainha Vitória concedeu-lhe o título de cavaleiro.

## História
O palácio situa-se perto do Canal Mahmoudia na entrada sul de Alexandria e é cercado por 48 hectares de vegetação em várias seções. Eles incluem o Jardim de Antoniadis, o Jardim da Flor, o Jardim Zoológico e Botânico e o Jardim de Nouzaba (Nuzha), que era um subúrbio residencial habitado por Callimachous (310–240 a.C.), o chefe bibliotecário da Biblioteca de Alexandria na época. Em 640 d.C., o general bizantino Pompílio frustrou a tentativa do rei da Síria de capturar Alexandria,[carece de fontes?] enquanto, no mesmo ano, a cavalaria do conquistador árabe, Anre ibne Alas armou acampamento antes de entrar na cidade.
O Palácio de Antoniadis e o seu parque foram construídos como uma versão em miniatura do Palácio de Versalhes. A vila e o seu jardim remontam ao século XIX, e são usados principalmente para abrigar uma coleção de estátuas esculpidas em estilo grego, de propriedade de Sir John Antoniadis. Ele consiste em um porão de 434 metros quadrados, um piso térreo, de 1 085 metros quadrados, um segundo andar de 860 metros e uma área de telhado de 480 metros quadrados, para uma área total de 2 859 m². O chão e segundo andares, incluem 15 divisões cada. Existem vários vestígios arqueológicos, incluindo um túmulo e uma cisterna.
O túmulo no jardim, por causa de sua configuração e por causa da Agathodaimon (deus serpente) que enfeitaram sua câmara kline, é popularmente conhecido como o "Túmulo de Adão e Eva".[carece de fontes?] Sua entrada é uma profunda escada de quarenta e quatro degraus que termina em um patamar de abertura para a quadra, no extremo sul. Acredita-se ser datado do século I d.C.. Os quartos principais dispõem de uma área aberta, um vestíbulo e uma alcova com uma cama funerária, em um único eixo.
Aqui, o kline é reduzido de um sofá funcional para uma fachada tratada em baixo relevo. Durante a vida de Sir John Antoniadis, o palácio foi um local de encontro para a elite social, e foi palco de muita alegria e muitas festas. No entanto, Antonis Antoniadis, o filho de Sir John Antoniadis, posteriormente doou a mansão de família, campos e jardins para a Conselho da Cidade de Alexandria.

## Atualidade
Depois, ele foi usado como uma casa de hóspedes para hospedar visitantes oficiais no Egito, incluindo o rei da Bélgica, da Grécia, da Itália, o Xá do Irã e Maomé Reza Pálavi, que era casado com a princesa egípcia Fawzia, a irmã do rei Faruque. A vila também acolheu a cerimónia de assinatura de 1936 acordo entre o Egito e o Reino Unido, que concedeu independência ao Egito, embora de forma limitada. Lá, também foi realizada a primeira reunião do Comitê Olímpico Egípcio.
Após a revolução de 1952, parte do jardim original da casa foi usado para ampliar os jardins Nouzaha e Zoológico. Houve um declínio geral na condição de vila depois de cerca de 1970, mas os jardins permanecem em boas condições.

Galeria de imagens
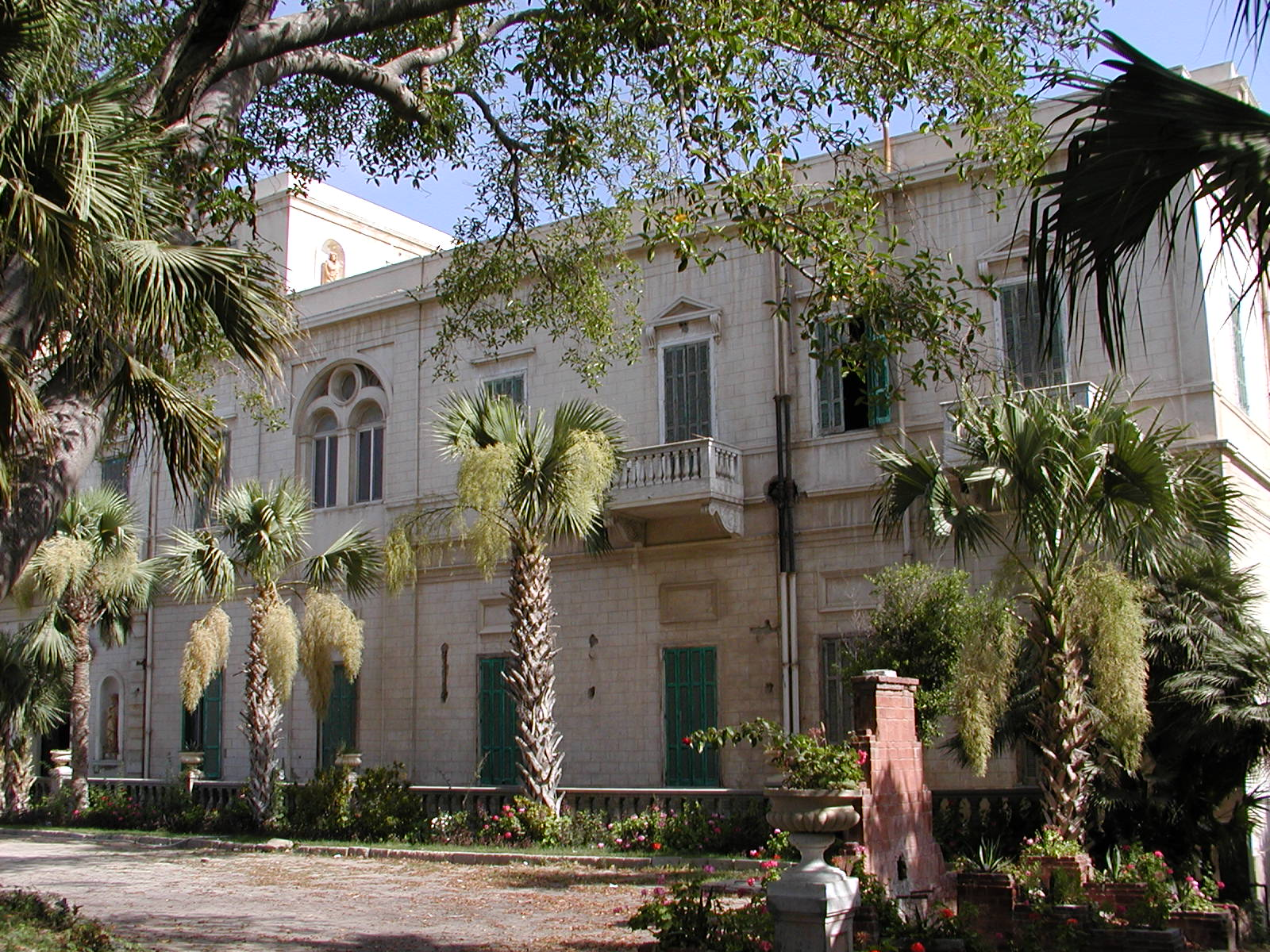
Palácio de Antoniadis
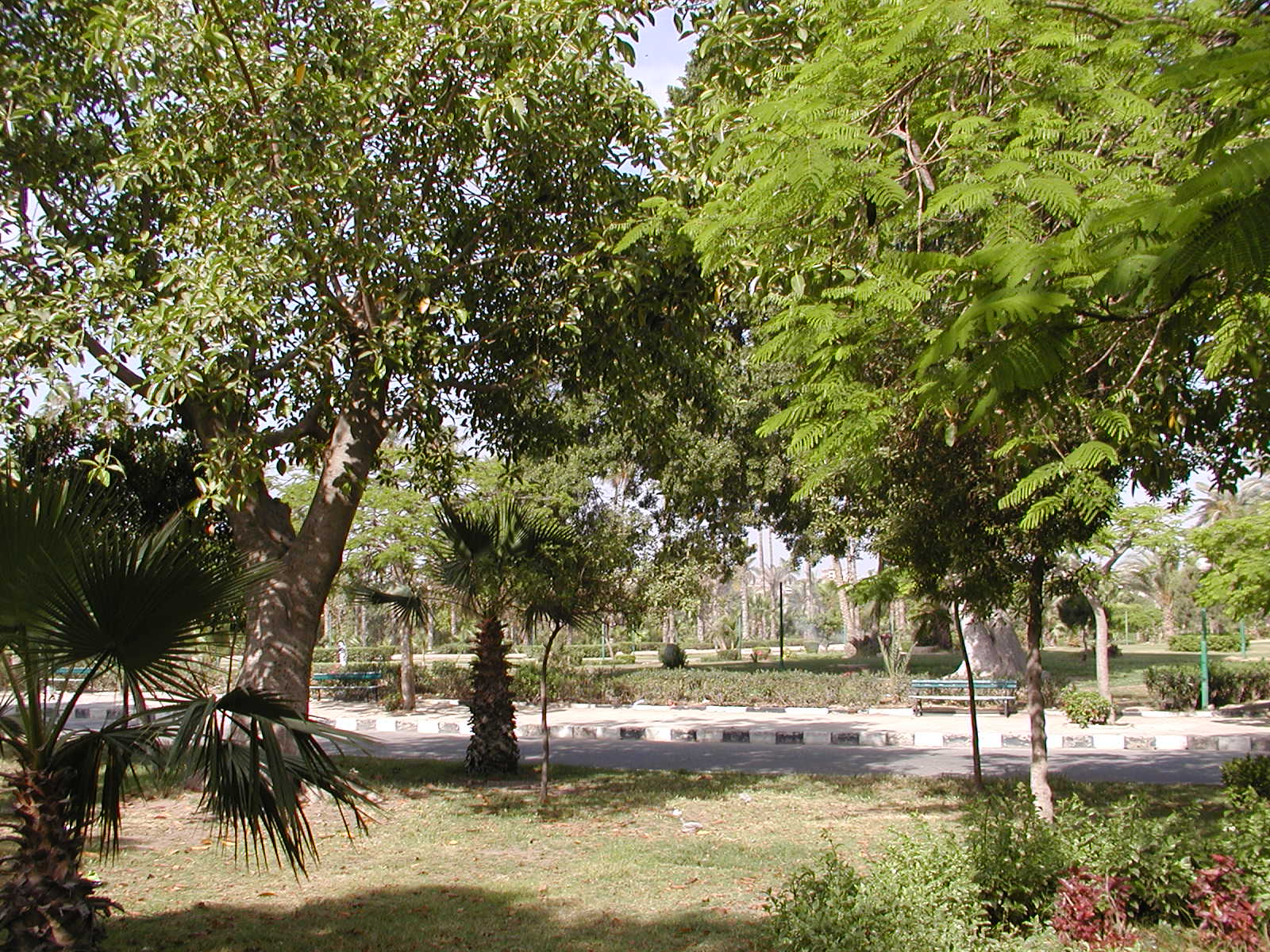
Jardim inglês
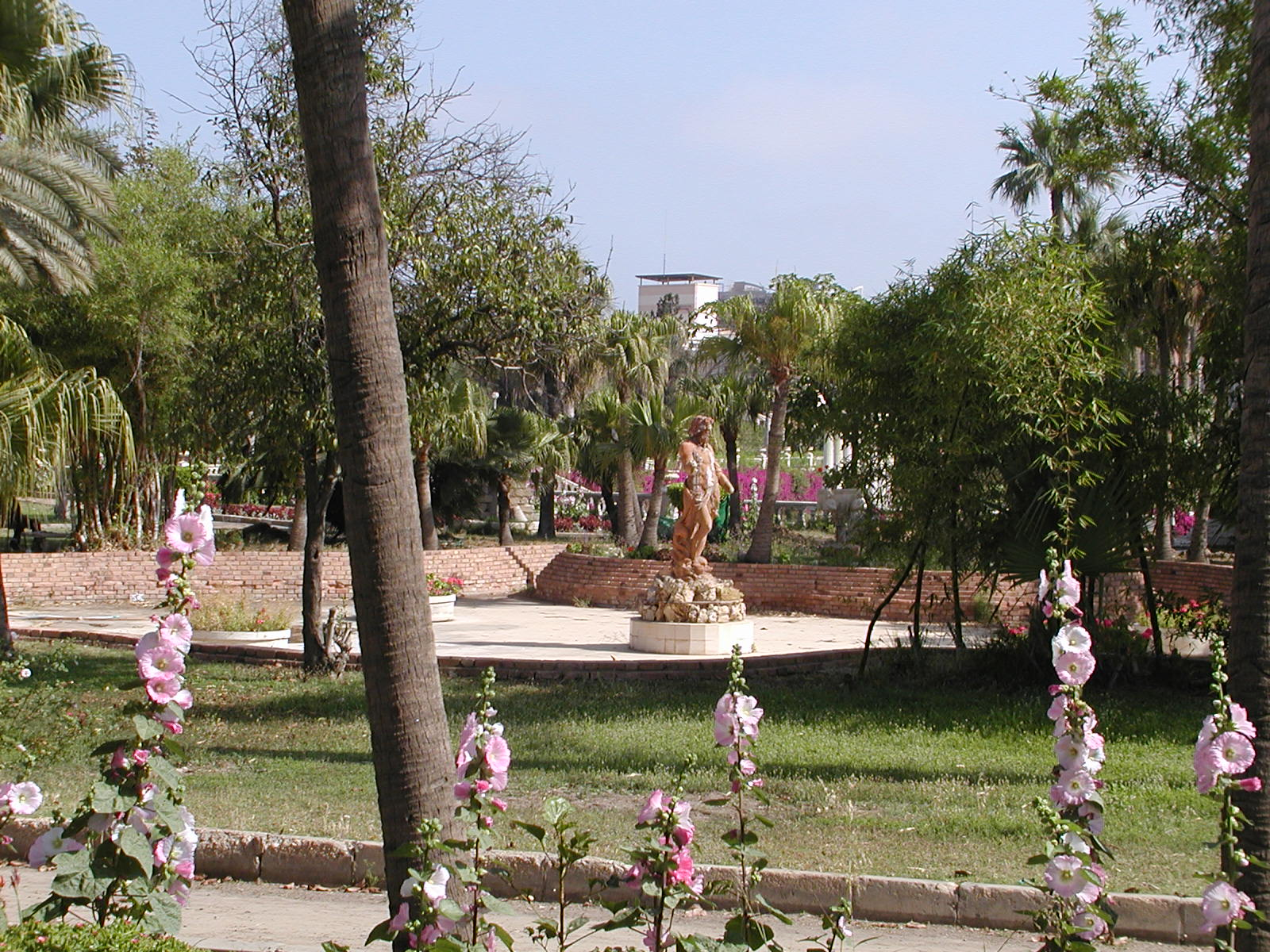
Jardim inglês
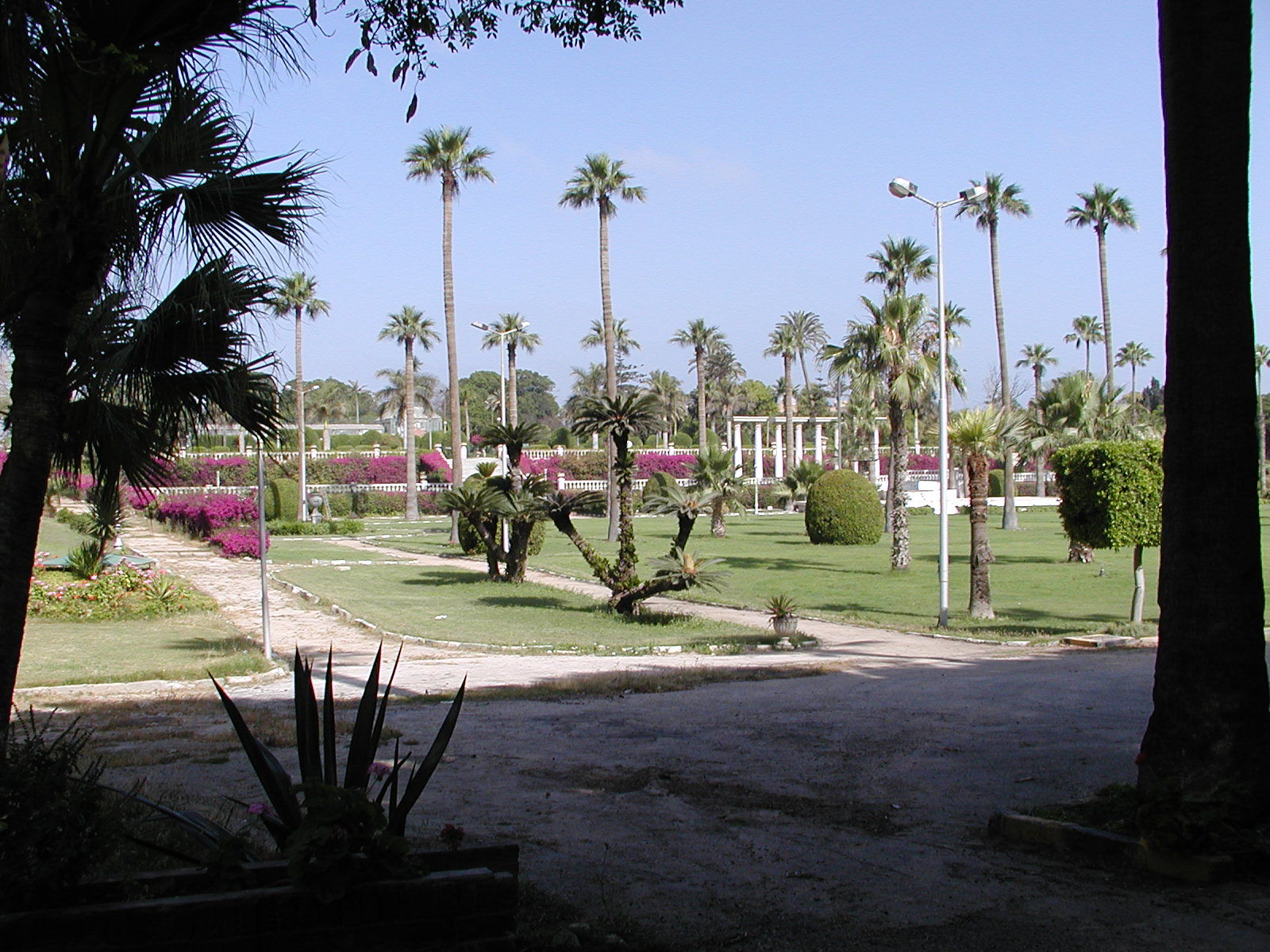
Jardim francês
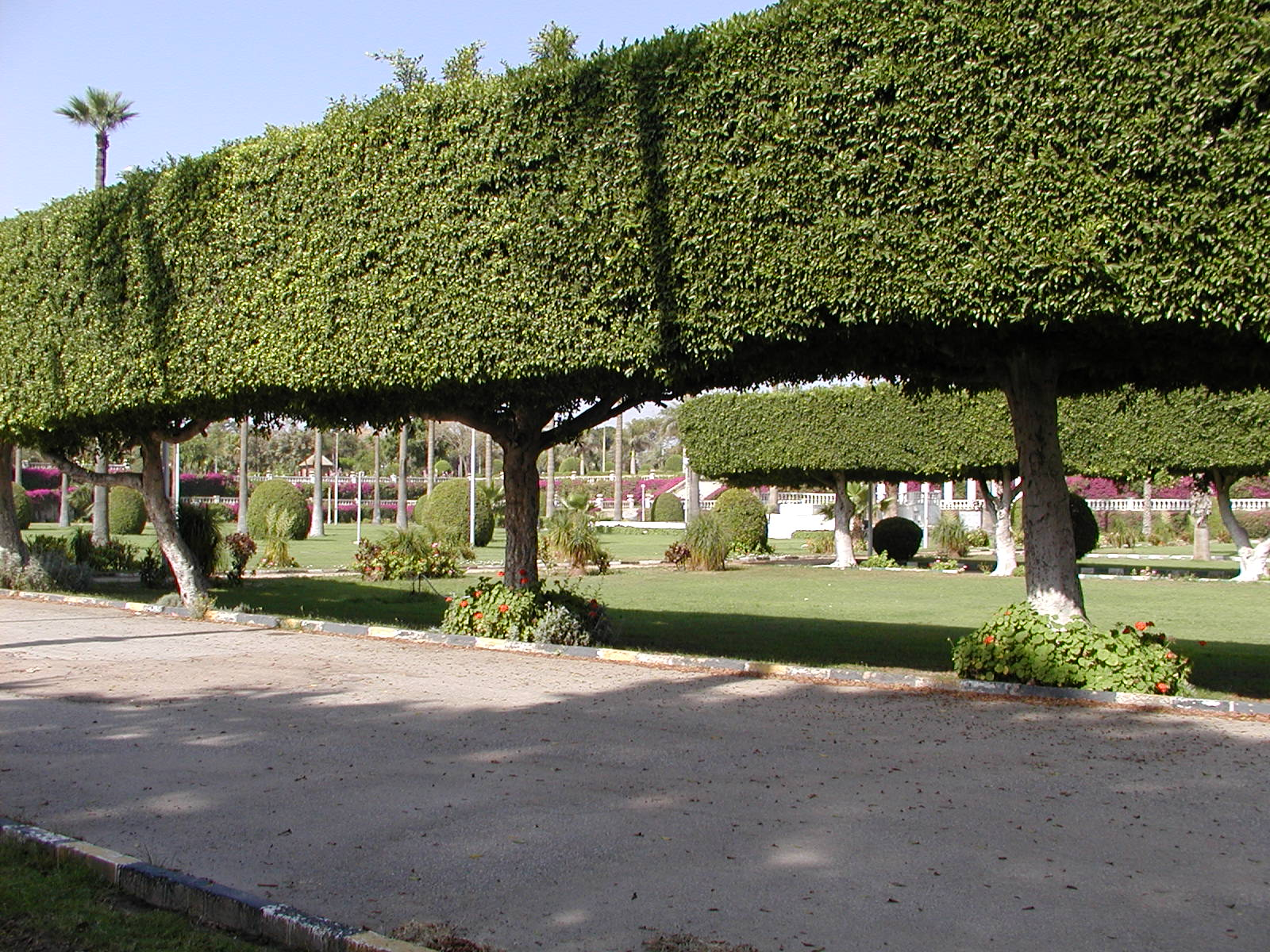
Jardim francês
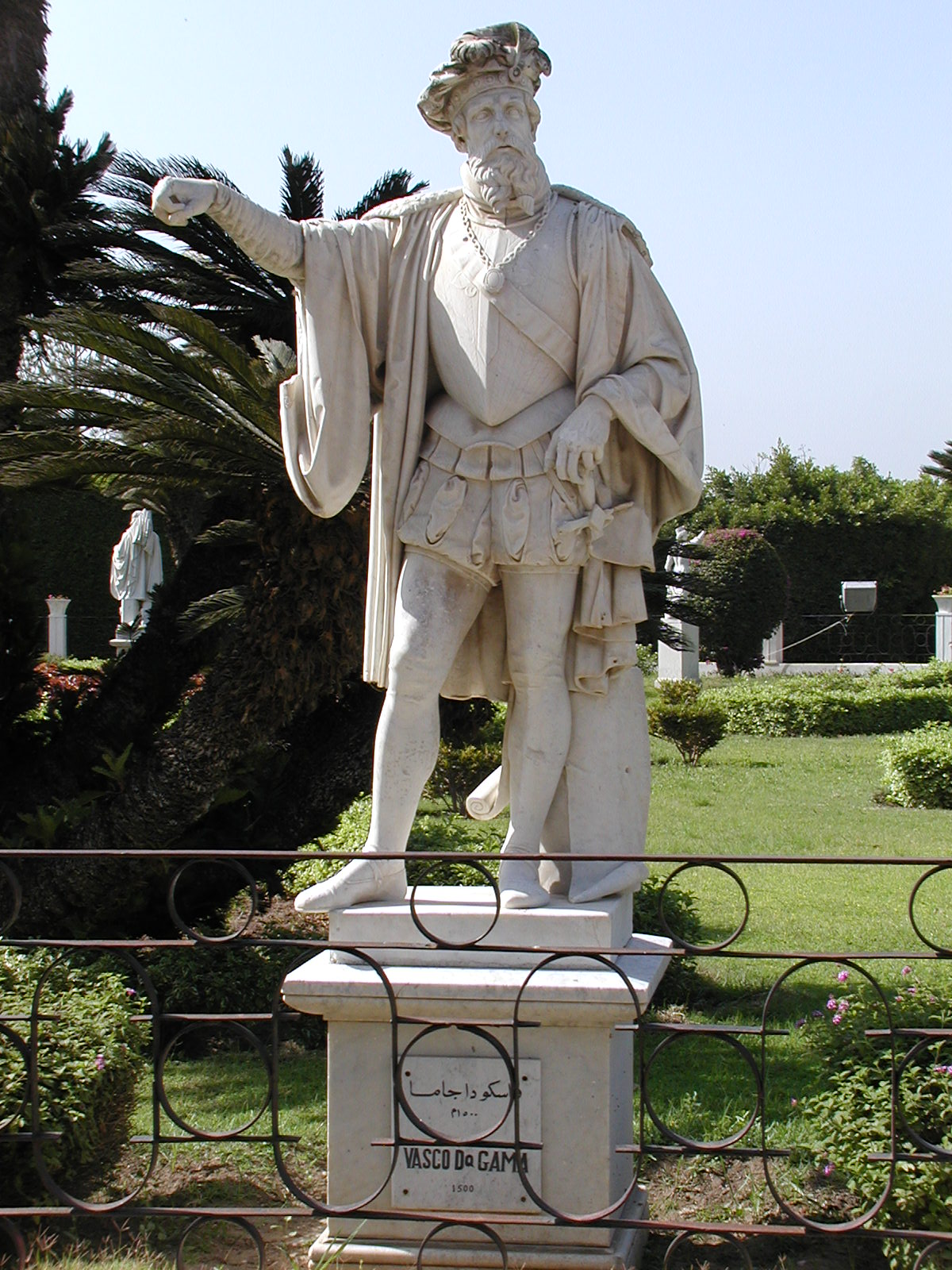
Estátua de Vasco da Gama
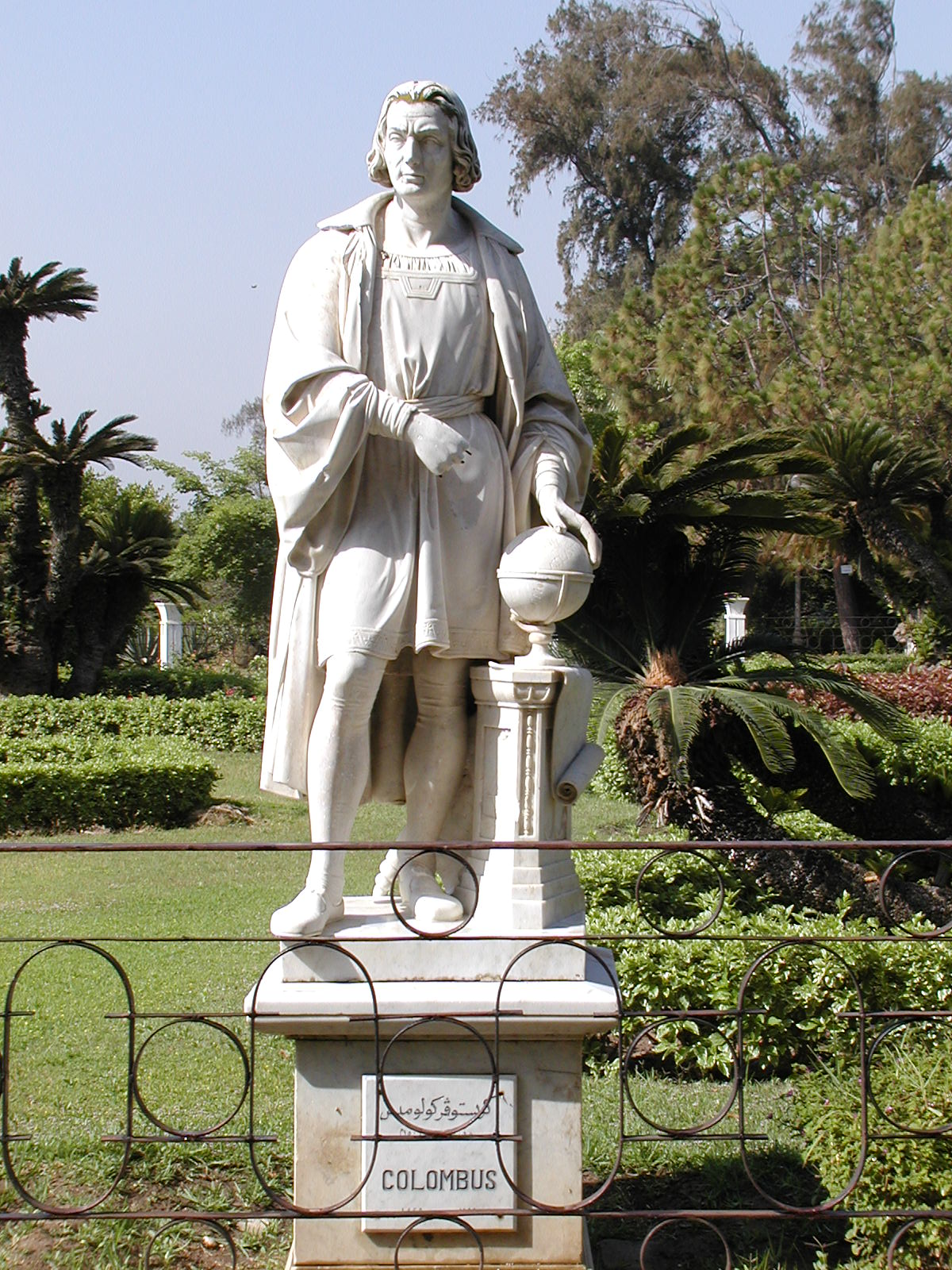
Estátua de Cristóvão Colombo